# Грязново (Алтайский край)
Грязново — село в Тюменцевском районе Алтайского края. Административный центр и единственный населённый пункт Грязновского сельсовета.

## География
Расположено на юго-восточном берегу озера Большое Утичье, к западу от Кулундинского магистрального канала. Абсолютная высота — 135 метров над уровнем моря.
Климат
Климат характеризуется как континентальный, с продолжительной холодной зимой и коротким тёплым летом. Средняя температура самого тёплого месяца (июля) составляет 18 — 20 °С (абсолютный максимум — 40 °С). Средняя температура самого холодного месяца (января) — −18 — −19 °С (абсолютный минимум — −52 °С). Годовое количество осадков — 300—350 мм. Продолжительность периода с устойчивым снежным покровом составляет 155 −160 дней.

## История
Основано в 1824 г. В 1928 году деревня Трезвонова состояла из 280 хозяйств, основное население — русские. В административном отношении являлся центром Трезвоновского сельсовета Тюменцевского района Каменского округа Сибирского края. В 1947 году в память об уроженце села, Герое Советского Союза Грязнова А. М. село Трезвоново переименовано в Грязново.

## Население
| 1926 | 1997 | 1998 | 1999 | 2000 | 2001 | 2002 | 2003 | 2004 | 2005 | 2006 |
| ---- | ---- | ---- | ---- | ---- | ---- | ---- | ---- | ---- | ---- | ---- |
| 1357 | ↘601 | ↘585 | ↗603 | →603 | ↘591 | ↘577 | ↗588 | ↘560 | ↘526 | ↘516 |
| 2007 | 2008 | 2009 | 2010 | 2011 | 2012 | 2013 | 2014 | 2015 | 2016 | 2017 |
| ↗527 | ↘510 | →510 | ↘483 | ↘477 | ↘453 | ↘435 | ↗442 | ↗445 | ↗453 | ↘437 |
| 2018 | 2019 | 2020 | 2021 |      |      |      |      |      |      |      |
| ↗441 | ↘432 | ↗434 | ↘423 |      |      |      |      |      |      |      |

Национальный состав
Согласно результатам переписи 2002 года, в национальной структуре населения русские составляли 92 %.